# Örgü Peyniri

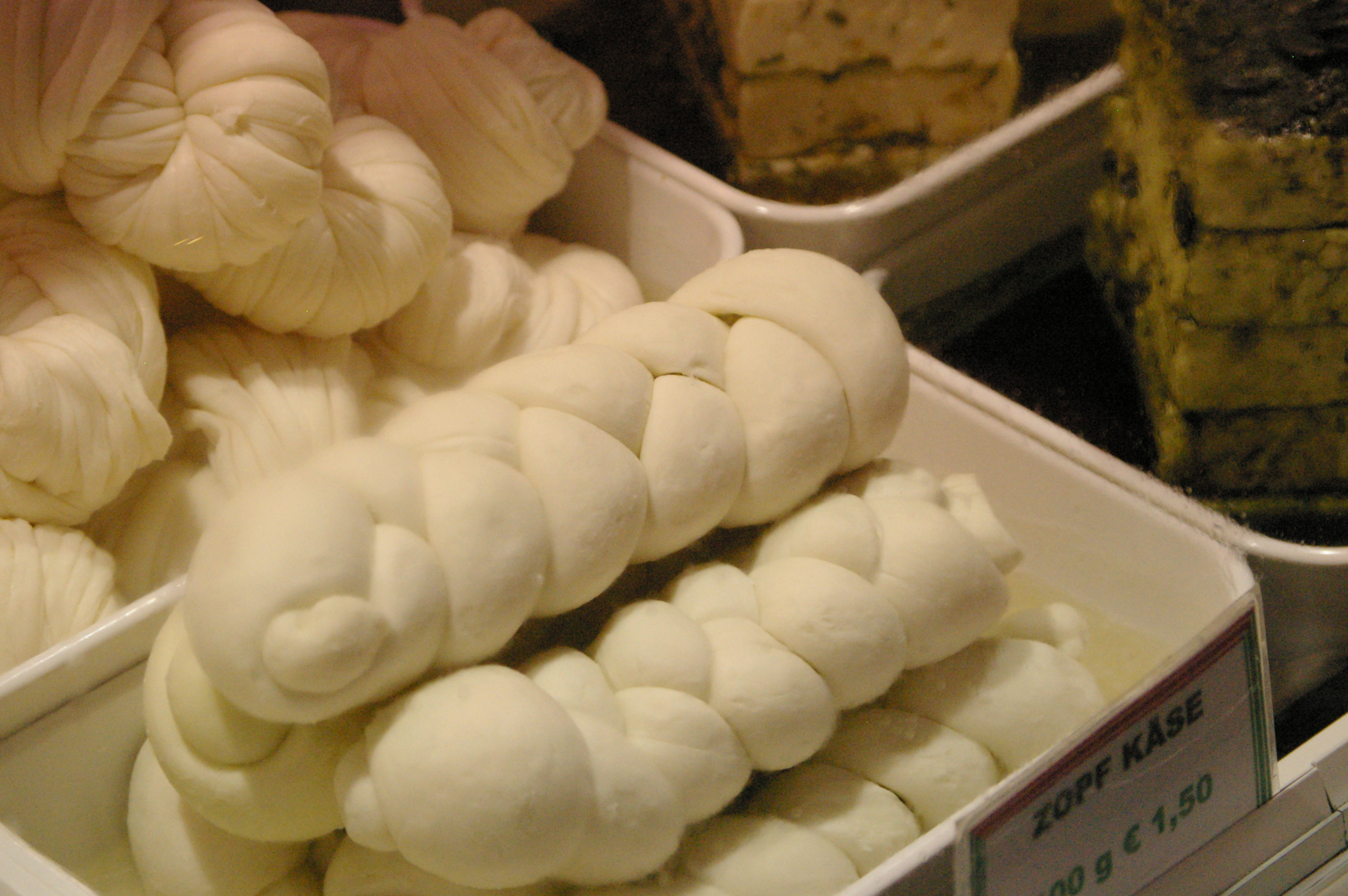
Zopfkäse

Örgü Peyniri, auch bekannt als Zopfkäse, ist ein Käse aus der Türkei, in Syrien ist der Käse als Schleyel bekannt, der durch seinen besonderen Herstellungsprozess und sein charakteristisches Aussehen hervorgehoben ist. Er wird auch als adygeischer Pasta filata bezeichnet.

## Herkunft und Geschichte
Örgü Peyniri hat seinen Ursprung in den südöstlichen Regionen der heutigen türkischen Provinzen Diyarbakır und Şanlıurfa. Er wird aus Kuhmilch hergestellt.

## Herstellung
Der Name „Örgü“ bedeutet auf Türkisch „Zopf“ und bezieht sich auf die spezielle Technik, bei der der Käse in lange, strängeartige Formen gezogen und dann zu einem Zopf geflochten wird. Der Herstellungsprozess beginnt mit dem Gerinnen der Milch, gefolgt von der Entfernung der Molke. Die Käsemasse wird dann erhitzt und geknetet, bis sie eine elastische Konsistenz erreicht. Anschließend wird sie in Stränge gezogen und zu einem Zopf geflochten.

## Geschmack und Textur
Der Geschmack von Örgü Peyniri ist mild und leicht salzig, während seine Textur fest und faserig ist. Diese Eigenschaften machen ihn zu einem vielseitigen Käse, der sowohl frisch als auch gegrillt oder gebacken genossen werden kann. Örgü Peyniri wird oft als Snack oder Vorspeise serviert, begleitet von frischem Brot und Oliven. Er eignet sich auch hervorragend zum Schmelzen und kann in warmen Gerichten wie Aufläufen oder Sandwiches verwendet werden.